# Quentin (Pennsylvanie)
 (août 2025).
Pour les articles homonymes, voir Quentin (homonymie).
Quentin est une census-designated place située dans le comté de Lebanon, dans l’État de Pennsylvanie, aux États-Unis. Lors du recensement de 2020, elle compte 755 habitants.